# Jon Lennart Mjøen
Jon Lennart Mjøen, född 22 oktober 1912 i Kristiania, död där 3 januari 1997, var en norsk regissör och skådespelare. Han var bror till skådespelarna Fridtjof och Sonja Mjøen.
Mjøen debuterade 1933 på Søilen Teater, väckte året därpå uppmärksamhet som Frank i George Bernard Shaws Fru Warrens yrke. Han var anställd vid Det Nye Teater 1936–1937, Trøndelag Teater 1937–1938, Centralteatret 1938–1941 och 1944–1959 och vid Oslo Nye Teater 1959–1967, därefter frilans. Bland hans roller märks Higgins i Shaws Pygmalion och Hero i Jean Anouilhs La Répétition. Som regissör arbetade han med komedier och realistisk dramatik.
Mjøen filmdebuterade 1942, och spelade större och mindre roller i bland andra Kranes konditori (1951), Stevnemøte med glemte år (1957), en film efter Sigurd Hoels roman som han också regisserade, och Pappa tar gull (1964).

## Filmografi

### Regi och manus
- 1954 – Troll i ord
- 1957 – Stevnemøte med glemte år

### Roller
- 1936 – Vi vil oss et land...
- 1942 – Den farlige leken
- 1943 – Den nye lægen
- 1946 – Et spøkelse forelsker seg
- 1946 – To liv
- 1947 – Sankt Hans fest
- 1949 – John og Irene
- 1951 – Kranes konditori
- 1957 – Stevnemøte med glemte år
- 1958 – Människor på flykt
- 1964 – Pappa tar gull
- 1968 – De ukjentes marked